# Czandigarh
Czandigarh (hindi चंडीगढ़, trb. Ćandigarh, trl. Caṁḍīgaṛh; pendż. ਚੰਡੀਗੜ੍ਹ; ang. Chandigarh; nazywane też „Pięknym Miastem” – The City Beautiful) – miasto leżące w północnych Indiach, posiadające prawa terytorium związkowego i będące jednocześnie stolicą dwóch sąsiadujących z nim stanów, Pendżabu i Hariana. Terytorium obejmuje wyłącznie miasto Czandigarh w jego granicach administracyjnych (114 km²), zamieszkane przez około 1 mln osób.
Nazwa miasta pochodzi od imienia bogini Chandi, której świątynia, Chandi Mandir, znajduje się w pobliskiej Panchkuli. Dosłownie „Chandigarh” znaczy „fort Chandi”. Miasto zostało zaprojektowane przez architekta Le Corbusiera w latach 50. XX wieku.
Czandigarh znany jest z wysokiego standardu życia i znajduje się wysoko na liście najbogatszych i najlepiej rozwijających się indyjskich stanów i terytoriów związkowych.
Czandigarh ma dwa miasta satelickie, z którymi graniczy: od wschodu jest to Panchkula, położona w stanie Hariana, od południowego zachodu Mohali, należące do stanu Pendżab. Na wspólne określenie tych trzech miast używa się czasem nazwy Chandigarh Tricity.

## Historia
Najprawdopodobniej to właśnie przez dzisiejszy stan Pendżab, do Indii maszerowała armia macedońskiego wodza Aleksandra Wielkiego. Nieprzyjemne warunki klimatyczne (deszcze, wysoka temperatura i wilgotność) oraz ciągłe nękania Aleksandra i jego wojska przez Indów sprawiła, że Macedończyk zawrócił do Babilonii. Po drodze musiał zmierzyć się z potężną hinduską armią króla Porosa nad rzeką Hydaspes. Bitwę wygrał, ale duże straty, złe warunki klimatyczne i bunty żołnierzy macedońskich pragnących wrócić do domu sprawiły, że Aleksander nie planował dalszej inwazji na Indie i zawrócił do Babilonu.
Na skutek podziału Indii w 1947 roku kraina Pendżab została podzielona Indie i Pakistan, gdzie znalazła się stolica Pendżabu – Lahaur; zaistniała wówczas potrzeba budowy nowej indyjskiej stolicy Pendżabu. Ówczesny premier Indii, Jawaharlal Nehru pragnął, aby nowa stolica miała postępowy i nowoczesny wizerunek. W marcu 1948 roku zapadła decyzja o budowie nowego miasta na terenie 114,59 km² w dystrykcie Ambala u podnóża gór Siwalik (w dalszym planie u podnóża Himalajów) na wysokości 365 m n.p.m. Pod budowę miasta wybrano wieś Kansal, wolną od historycznej zabudowy.
Spośród wszystkich tego rodzaju projektów w niepodległych Indiach Czandigarh szybko stał się najważniejszym, zarówno z powodu swego strategicznego znaczenia, jak i osobistego zaangażowania weń Jawaharlala Nehru, ówczesnego premiera. Czandigarh miał odzwierciedlać nowoczesne i postępowe nastawienie nowego narodu, wedle słynnych słów Nehru to miasto było w zamierzeniu „nieskrępowanym przez minione tradycje symbolem wiary narodu w przyszłość”. Plan wraz z częścią zabudowy został zaprojektowany przez francuskiego architekta Le Corbusiera w latach pięćdziesiątych. Był on drugim z kolei projektantem miasta – pierwotny plan został przygotowany przez amerykańskiego architekta i urbanistę, Alberta Meyera, który współpracował z urodzonym na Syberii polskim architektem, Maciejem Nowickim. Dopiero po śmierci tego ostatniego w 1950 do projektu został zaangażowany Le Corbusier.
1 listopada 1966 we wschodniej części Pendżabu utworzony został nowy stan, Hariana, który miał skupiać większość posługującą się językiem hindi, podczas gdy w części zachodniej, nadal zwanej Pendżabem, większość mieszkańców posługuje się językiem pendżabskim. W ten sposób miasto Czandigarh, leżące na granicy obu stanów, stało się ich wspólną stolicą, posiadającą jednak prawa niezależnego terytorium związkowego. Czandigarh miał zostać przyłączony do Pendżabu w 1987, na podstawie porozumienia podpisanego w sierpniu 1985 przez Rajiva Gandhi, ówczesnego premiera Indii, oraz partię Sikhów Akali Dal. W związku z tym miała również powstać nowa stolica stanu Hariana. Plan jednak nie został zrealizowany, wskutek przeciągających się negocjacji odnośnie do terenów, które w ramach rekompensaty miałyby zostać przyłączone do Hariany.
Inne zaprojektowane miasta w Indiach to: Nowe Delhi autorstwa Lutyensa, Bhubaneswar w stanie Orisa, Gandhinagar w stanie Gudźarat i Navi Mumbai w stanie Maharasztra. Wszystkie one budowane jednak był w pobliżu istniejących już miast, odpowiednio: Delhi, Cuttack, Ahmadabadu i Bombaju.

## Położenie geograficzne
Czandigarh jest położony u podnóży pasma górskiego Siwalik, należącego do Himalajów w północno-wschodnich Indiach. Zajmuje powierzchnię około 114 km², graniczy ze stanem Hariana od południa i wschodu oraz Pendżabem od północy i zachodu. Sąsiadujące z nim dystrykty to Mohali i Ropar, należące do Pendżabu, oraz Panchkula, należąca do Hariany. Granica stanu Himachal Pradesh znajduje się niedaleko na północ od miasta.
Właściwe współrzędne geograficzne Czandigarhu to: 30,74° N 76,79° E. Średnia wysokość nad poziomem morza wynosi 321 metrów (1053 stóp).

## Klimat
W Czandigarhu panuje klimat subtropikalny kontynentalny, z obecnością monsunu. Wyróżnić można trzy pory roku: gorące lato, porę deszczową i dosyć chłodną zimę, z charakterystyczną dużą amplitudą temperatur w ciągu roku (od 0 °C do 44 °C). Średni roczny opad wynosi 617 mm.
Średnie temperatury:
Lato: temperatura może wzrosnąć ponad 45 °C, średnio pozostaje między 35 °C a 42 °C, nocą nie spada poniżej 20 °C (najgorętsze miesiące to czerwiec i lipiec)
Jesień: po najbardziej obfitych opadach w sierpniu i wrześniu temperatura spada do 16–27 °C
Zima: przeciętne temperatury w zimie to max 7–15 °C, przy min 0 °C do 5 °C; w grudniu i styczniu mogą pojawić się poranne przymrozki
Wiosna: stopniowe ocieplenie, zwykle przyjemne do połowy kwietnia

## Architektura i plan miasta
Początkowy plan zabudowy nowego miasta Czandigarh (jego nazwa nawiązuje do bogini Ćandi, której świątynia znajdowała się w zburzonej pod budowę miasta wsi) został przygotowany przez Alberta Mayera i Macieja Nowickiego, jego konsultanta w duchu miasta ogrodu. Po śmierci Macieja Nowickiego Albert Mayer wycofał się z przedsięwzięcia, a prace nad projektem przejął Le Corbusier (na zaproszenie premiera Nehru), który wyznaczył swojego kuzyna, Pierre'a Jeannereta na architekta, który pracował na miejscu. Przejmując projekt po Macieju Nowickim, Le Corbusier zdecydował się na plan miasta zgodny z modernistycznymi wytycznymi CIAM w zakresie podziału urbanistycznych funkcji, antropomoficznej formy planu oraz hierarchii dróg w systemie komunikacyjnym.
Wizja miasta, formułowana na niezliczonych mapach i szkicach na desce kreślarskiej, łącznie z towarzyszącymi notatkami i komentarzami, musiała zostać wcielona w życie za pomocą cegły i zaprawy murarskiej. Le Corbusier zachował wiele z kluczowych pomysłów Meyera i Nowickiego, przede wszystkim ogólne ramy projektu i jego podstawowe składniki, jak kompleks Kapitolu, uniwersytet, wyznaczone centrum miasta oraz tereny przemysłowe. Najpoważniejsza zmiana to szachownicowy układ prostokątnych sektorów, który zastąpił planowany przez Meyera i Nowickiego układ przypominający żyłkowanie liścia, gdzie ulice przebiegały po łuku. Innowacją Le Corbusiera było również położenie nacisku na prostotę materiału i jemu właściwy charakter. W monumentalnej architekturze wyeksponowana została surowa cegła i robota kamieniarska, nieopracowane powierzchnie surowego betonu zbrojonego (fr. béton brut armé) tworzą geometryczne struktury bliskie abstrakcji. Zastosowany na miejscu przez Le Corbusiera beton dopasowany jest do lokalnego, indyjskiego krajobrazu również swoim odcieniem kolorystycznym, który jest ciepły i przypomina naturalny materiał jakim jest piasek, a nie jest to beton zimny i sztuczny jaki stosowano w architekturze innych krajów gdzie także rozpowszechnił się brutalizm jak na przykład w ówczesnym ZSRR. Ponadto budynki zdobią polichromie i gobeliny, które kontrastują z betonem. Zachowana na miejscu bujna zieleń, jak również starannie zaprojektowane później ogrody stały się znakiem rozpoznawczym Czandigarhu.
Wyjściowo plan był podzielony na dwa etapy: pierwszy przewidywał budowę miasta dla 150 000, drugi – dla 500 000 mieszkańców. Układ ulic jest kratownicowy. Le Corbusier podzielił miasto na tak zwane sektory, o wymiarach 800 na 1200 m (wyjątek stanowią nieco mniejsze reprezentacyjne sektory 1 do 6). Każdy z nich funkcjonuje jako teoretycznie niezależna jednostka, z wyznaczoną przestrzenią na mieszkania, pracę i odpoczynek. Stąd każdy z nich posiada własny rynek, park, świątynie i szkoły – wszystko to w odległości około 10 minut pieszo z jakiegokolwiek punktu wewnątrz sektoru. Pierwotne dwa etapy projektu przewidywały budowę sektorów od 1 do 47, z pominięciem 13.
Miasto miało zostać otoczone przez szeroki na 16 km pas zieleni, który nie dopuszczałby żadnej rozbudowy w bezpośredniej bliskości miasta, eliminując problem przedmieść i niekontrolowanego rozrostu miasta.
Pozostawiając ciężar projektowania zabudowy architektonicznej innym członkom swojego zespołu, Le Corbusier skoncentrował się na rozwiązaniach tyczących się ogólnego planu miasta oraz kilku najważniejszych budynkach, jak siedziba Sądu Najwyższego i Zgromadzenia, Sekretariat, Muzeum i Galeria Sztuki, Szkoła Sztuk Pięknych oraz Lake Club. Najbardziej znaczącym dziełem Le Corbusiera jest budynek Sądu, na który składa się Sąd Najwyższy, faktycznie dominujący nad niższymi zabudowaniami ośmiu sądów niższych. Większa część pozostałych projektów jest autorstwa kuzyna Le Corbusiera, Pierre’a Jeannereta, oraz angielskiego małżeństwa Jane Drew i Maxwella Frya, jak również zespołu dziewięciu architektów indyjskich (M.N. Sharma, A.Ar. Prabhawalkar, B.P. Mathur, Piloo Moody, U.E. Chowdhury, N.S. Lamba, J.L. Malhotra, J.S. Dethe i Aditya Prakash).
Czandigarh w swojej ostatecznej postaci, choć nie przypomina wcześniejszych projektów Le Corbusiera, jak Ville Contemporaine czy Ville Radieuse, jest jednak istotną realizacją w historii miast planowanych od podstaw. Pozostaje też przedmiotem niesłabnącego zainteresowania architektów, urbanistów, historyków i socjologów.

## Demografia
Według indyjskiego spisu ludności z 2001, Czandigarh miał wówczas 900 635 mieszkańców, co daje gęstość zaludnienia wynoszącą 7900 osób na kilometr kwadratowy. Mężczyźni stanowią 56% populacji, kobiety zaś odpowiednio 44%, stąd proporcja płci to 777 kobiet na tysiąc mężczyzn – najniższy wskaźnik w całym kraju. Umiejętność czytania i pisania posiada 73% mieszkańców Czandigarhu (76% mężczyzn i 68% kobiet), co znacznie przewyższa narodową średnią 59,5%. Około 12% populacji jest poniżej 6. roku życia. Główne religie w Czandigarhu to: hinduizm (75,5%), sikhizm (21,0%), islam (2,72%), i chrześcijaństwo (0,78%). Najczęściej używane są język pendżabski i hindi. Niewielka grupa mieszkańców posługuje się również urdu, jednak najbardziej popularna, szczególnie w sytuacjach nieformalnych i wśród młodzieży, jest mieszanka hindi i angielskiego, czasem określana mianem hinglish.

## Władze
Wszelkiego rodzaju urzędy są głównym miejscem zatrudnienia mieszkańców miasta, jako że stanowi ono siedzibę władz zarówno terytorium związkowego, jak i stanu Hariana i Pendżabu. Stąd znaczna część populacji Czandigarhu jest albo na rządowym etacie, albo na rządowej emeryturze, co znalazło swój wyraz w żartobliwym określeniu miasta jako „raju emerytów”.

## Przemysł
W Czandigarhu znajduje się około 15 dużych przedsiębiorstw przemysłowych, z czego dwa należą do sektora publicznego. Dodatkowo zarejestrowane jest ponad 2500 przedsiębiorstw na mniejszą skalę. Najważniejsze gałęzie przemysłu to: przetwórstwo papieru i metali oraz produkcja maszyn. Znacząca jest również produkcja części samochodowych, narzędzi, farmaceutyków, przyrządów elektrycznych, wyrobów spożywczych i sanitarnych. Przy rocznym dochodzie na jednego mieszkańca rzędu 67 370 rupii, Czandigarh jest najbogatszym miastem w Indiach. Lokalny produkt roczny brutto (PKB) w 2004 został oszacowany na 2,2 miliarda dolarów.
Trzy największe organizacje promocji handlu mają swoje biura w Czandigarhu: Federation of Indian Chambers of Commerce & Industry (FICCI), PHD Chamber of Commerce and Industry (PHDCCI), oraz Confederation of Indian Industry (CII), której regionalna siedziba znajduje się w sektorze 31.

## Sektor usług
Rajiv Gandhi Chandigarh Technology Park (zwany też Chandigarh IT Park), to nowoczesna dzielnica przeszklonych biurowców położona na obrzeżach miasta, która jest próbą wypromowania Czandigarhu w branży informatycznej. Dobrze rozwinięta infrastruktura, bliskość Delhi, Pendżabu i Hariany oraz zaplecze informatycznych talentów czynią je miejscem bardzo atrakcyjnym dla biznesu. Największe indyjskie firmy – a także korporacje międzynarodowe (Quark, Infosys, Dell) – mają w mieście swoje biura. Czandigarh posiada dobrze rozwiniętą infrastrukturę w zakresie handlu i bankowości. Prawie wszystkie znaczące w Indiach banki posiadają swoje oddziały lokalne w mieście. Największym ich skupiskiem jest sektor 17.

## Transport
Czandigarh posiada dobrze rozwiniętą sieć komunikacji miejskiej, obsługiwaną przez Chandigarh Transport Undertaking (CTU), podlegające administracji miasta. Większą popularnością cieszy się transport prywatny, w tym szczególnie liczne skutery i motory. Czandigarh posiada najwyższy wskaźnik liczby pojazdów przypadających na jednego mieszkańca. Szerokie, stosunkowo dobrze utrzymane drogi oraz dostateczna liczba miejsc parkingowych ułatwiają poruszanie się po mieście na własną rękę.
Riksze są popularne na krótkich dystansach, szczególnie wśród kobiet, osób starszych oraz dzieci udających się do szkoły. Autoriksze nie są zbyt liczne i zwykle kursują na trasach rozpoczynających się na dworcu autobusowym (Inter State Bus Terminus, ISBT). Ulice najbardziej obciążone ruchem samochodowym posiadają dodatkowe pasy dla rowerów i riksz.
Czandigarh jest połączony z resztą kraju poprzez dwie główne autostrady narodowe (National Highways): NH 22 (Ambala – Kalka – Shimla – Kinnaur) oraz NH 21 (Czandigarh – Leh). W mieście znajdują się dwa dworce autobusowe. Pierwszy, w sektorze 17, obsługuje połączenia na północ, wschód i południe, czyli do większości dużych miast w Harianie, Himachal Pradesh, i Uttarakhand, jak również do odległego o 240 km Delhi. Z dworca w sektorze 43 autobusy odjeżdżają na zachód, czyli głównie do Pendżabu, niektórych miast w Himachal Pradesh, oraz Dżammu i Kaszmir.
Niewielka stacja kolejowa znajduje się około 7 km od ISBT. Pociągi kursują do stolicy oraz licznych stacji przesiadkowych jak: Kalka, Ambala, Amritsar, Bhiwani, Howrah i Sri Ganganagar. Czandigarh posiada również port lotniczy, około 12 km od centrum miasta. Jet Airways, Air Deccan oraz Indian Airlines obsługują regularne połączenia do Delhi i Dżammu.